# Yet To Come (The Most Beautiful Moment)
〈Yet to Come (The Most Beautiful Moment)〉是韓國男子團體防彈少年團继〈Life Goes On〉後第一首韩语原创单曲，由BIGHIT MUSIC與环球音乐集团在2022年6月10日發行。歌曲收錄在精选專輯《Proof》中。
〈Yet to Come (The Most Beautiful Moment)〉是該團體繼2020年發行〈Life Goes On〉之後第一首韓語原創歌曲，它被描述为另类嘻哈曲目，得到了评论家的普遍好评。而歌词的灵感来自于组合对过去九年职业生涯的反思和对未来的展望。
這首歌在韓國的M Countdown、音樂銀行、以及人氣歌謠表演；在日本與荷蘭分別登上第5名以及前十名；且在瑞典、南韓、澳洲與立陶宛登上前20名的殊榮；另外，也在其他5個國家如德國、紐西蘭以及英國登上該歌曲的排行榜。

## 背景及發行
5月6日，所屬經紀公司公布防彈少年團單曲〈Yet To Come〉的封面设计，其歌名指的是“生命中最美好的时刻”（英語：The Most Beautiful Moment in Life）系列，也称为“HYYH”时代；这个时代包括几部短片，以及透过20个相互关联的音乐影片來实现的故事情节。而該歌曲為收录在专辑《Proof》的三首新歌曲當中之一。
歌词上，該團體回顾了他们过去九年的职业生涯，展望了未来。而曲目发现成员们权衡了“多年来给予他们的荣誉，他们的目标和未来的一切”；它被描述为具有“花栗鼠灵魂采样风格”的“感觉良好的另类嘻哈曲目，中等节奏引导旋律前进”。

## 專業評價
为《NME》创作的Rhian Daly将这首歌评为五颗星，并称赞这首歌“同时带有怀旧色彩和对未来充满乐观”，同時也指出了V和SUGA在这首歌中的表現；《告示牌》也標出其“强大的副歌”；甚至《滾石》雜誌将这首单曲描述为“经典的BTS融合了闪亮的流行音乐和老式嘻哈音乐，为更光明的未来提供了充满希望的承诺。”

## 音樂錄影帶
2022年6月8日，防彈少年團發布MV預告影片，當中顯示成員們在沙漠上分別提及過去他們發布的音樂錄影帶，而官方4分鐘的音樂錄影帶在2022年6月10日被上傳至YouTube。

## 商業表現
〈Yet to Come (The Most Beautiful Moment)〉在告示牌日本百大單曲榜登上第5名，也在南韓Gaon單曲榜登上第13名的成績。

## 宣傳
2022年6月3日，宣布團體將與B面歌曲〈For Youth〉共同在M Countdown (Mnet)、音樂銀行 (KBS2)、人氣歌謠 (SBS)表演，這也是他們繼2020年單曲〈ON〉之後再次在韓國音樂節目表演。

## 獎項與提名
| 節目名稱       | 日期          | 參考   |
| -------------- | ------------- | ------ |
| Show Champion  | 2022年6月15日 | [ 18 ] |
| M Countdown    | 2022年6月16日 | [ 19 ] |
| M Countdown    | 2022年6月23日 | [ 20 ] |
| M Countdown    | 2022年6月30日 | [ 21 ] |
| 音樂銀行       | 2022年6月17日 | [ 22 ] |
| 音樂銀行       | 2022年6月24日 | [ 23 ] |
| Show! 音樂中心 | 2022年6月25日 | [ 24 ] |
| 人氣歌謠       | 2022年6月19日 | [ 25 ] |
| 人氣歌謠       | 2022年6月26日 | [ 26 ] |

## 排行榜
| 排行榜 (2022)                          | 最高 排名 |
| -------------------------------------- | --------- |
| 阿根廷（Argentina Hot 100）            | 65        |
| 澳大利亞 (ARIA)                        | 17        |
| 玻利維亞 (告示牌)                      | 22        |
| 加拿大（Canadian Hot 100）             | 16        |
| 芬蘭（芬兰官方电台榜）                 | 57        |
| 德国（德國官方單曲榜）                 | 63        |
| 全球（Billboard Global 200）           | 2         |
| 香港 (告示牌)                          | 7         |
| 匈牙利（四十強單曲榜）                 | 2         |
| 印度 (IMI)                             | 1         |
| 印度尼西亞 (告示牌)                    | 2         |
| 愛爾蘭（愛爾蘭唱片音樂協會单曲榜）     | 34        |
| 義大利 (FIMI)                          | 98        |
| 日本（Japan Hot 100）                  | 1         |
| 日本單曲合算榜 (Oricon)                | 2         |
| 立陶宛 (AGATA)                         | 20        |
| 馬來西亞 (告示牌)                      | 2         |
| 墨西哥（告示牌）                       | 28        |
| 荷蘭 (Single Tip)                      | 8         |
| 紐西蘭 (RMNZ)                          | 24        |
| 祕魯 (告示牌)                          | 14        |
| 菲律賓 (告示牌)                        | 1         |
| 葡萄牙（葡萄牙唱片業協會单曲榜）       | 40        |
| 新加坡 (告示牌)                        | 2         |
| 新加坡 (RIAS)                          | 2         |
| 南非 (RISA)                            | 29        |
| 南韓 (告示牌)                          | 1         |
| 南韓 (Gaon)                            | 4         |
| 瑞典 Heatseeker (Sverigetopplistan)    | 20        |
| 瑞士（瑞士热门音乐榜）                 | 41        |
| 台灣 (告示牌)                          | 3         |
| 英國（官方榜单公司單曲榜）             | 27        |
| 美国（《告示牌》百大單曲榜）           | 13        |
| 美國 World Digital Song Sales (告示牌) | 1         |
| 越南 (Vietnam Hot 100)                 | 1         |

| 排行榜（2022年） | 排名 |
| ---------------- | ---- |
| 韓國（Circle）   | 14   |

| 排行榜（2022年）                   | 排名 |
| ---------------------------------- | ---- |
| 全球（Billboard Global Excl. U.S） | 187  |
| 匈牙利（四十強單曲榜）             | 92   |
| 日本（告示牌下載歌曲榜）           | 99   |
| 韓國（Circle）                     | 102  |
| 美國（Digital Song Sales）         | 48   |
| 越南（Vietnam Hot 100）            | 54   |

## 銷售認證
| 地區                 | 认证 | 认证单位/销量 |
| 串流                 | 串流 | 串流          |
| -------------------- | ---- | ------------- |
| 日本（日本唱片協會） | 金   | 50,000,000†   |
| †僅含認證的銷量      |      |               |

## 發行歷史
| 地區   | 日期          | 格式         | 廠牌 | 參考   |
| ------ | ------------- | ------------ | ---- | ------ |
| 義大利 | 2022年6月17日 | 當代流行電台 | 環球 | [ 70 ] |